# 1917년 프랑스군 폭동
1917년 프랑스 육군 반란은 제1차 세계 대전 중 프랑스 북부의 서부 전선에서 프랑스 육군 병사들 사이에서 일어났다. 이 반란은 1917년 4월 니벨 공세의 주요 작전이었던 실패하고 값비싼 제2차 엔강 전투 직후에 시작되었다. 프랑스군 총사령관으로 새로 부임한 로베르 니벨 장군은 48시간 안에 독일군에 대한 결정적인 승리를 약속했다. 프랑스군의 사기는 최고조에 달했지만, 실패의 충격은 하룻밤 사이에 그들의 분위기를 침울하게 만들었다.
반란과 그에 따른 혼란은 서부 전선에 주둔한 프랑스 보병 사단의 거의 절반에 걸쳐 다양한 정도로 확산되었다. "반란"이라는 용어는 사건을 정확하게 설명하지 못한다. 병사들은 참호에 남아 방어할 의지는 있었지만, 공격 명령은 거부했다. 니벨은 해임되고 필리프 페탱 장군으로 교체되었다. 페탱은 병사들과 대화하고 더 이상의 자살적인 공격은 없을 것이라고 약속하며, 지친 부대에 휴식과 휴가를 제공하고, 규율을 완화하여 사기를 회복시켰다. 그는 3,400건의 군사재판을 열어 554명의 반란자에게 사형을 선고하고 26명을 처형했다.
반란의 촉매제는 니벨 공세에 대한 극단적인 낙관주의와 좌절된 희망, 평화주의 (러시아 혁명과 노동조합 운동에 의해 고무됨), 그리고 미국군의 비도착에 대한 실망이었다. 전선의 프랑스 병사들은 미국이 독일에 전쟁을 선포한 지 며칠 만에 미군이 도착할 것이라고 비현실적으로 기대하고 있었다. 반란은 독일군에게 비밀로 유지되었고, 그 전모는 수십 년이 지난 후에야 밝혀졌다. 독일군이 반란을 감지하지 못한 것은 전쟁에서 가장 심각한 정보 실패 중 하나로 묘사되었다.

## 배경

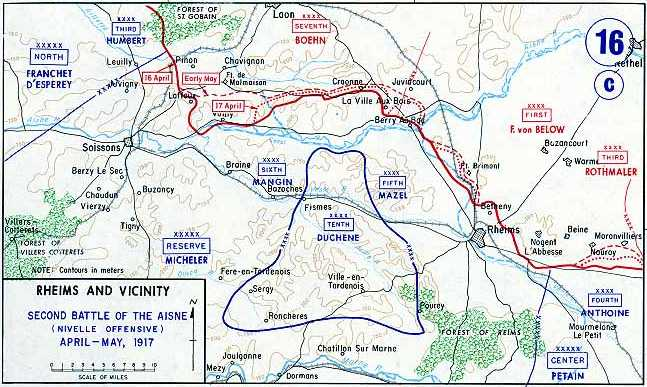

1917년 초까지 2천만 명의 전 연령 남성 인구 중 1백만 명 이상의 프랑스 병사(1914년 306,000명, 1915년 334,000명, 1916년 287,000명, 1917년 초 121,000명)가 전투에서 사망했다. 이러한 손실은 프랑스의 공격 의지를 약화시켰다. 1917년 4월, 로베르 니벨 장군은 전쟁을 승리로 이끄는 결정적인 승리를 약속했다. 그는 영국 육군과 긴밀히 협력하여 엔강 바로 북쪽에 동서로 길게 뻗어 있는 눈에 띄는 능선인 독일 점령지 샤맹 데 담(Chemin des Dames)에 대한 대규모 공격으로 서부 전선의 독일군 방어선을 돌파할 것을 제안했다. 니벨은 1916년 10월과 12월 제1차 및 제2차 베르됭 공세 전투에서 성공적으로 사용했던 전술인 크리핑 배러지를 적용했다. 이는 프랑스 포병이 진격하는 보병 바로 앞에 포탄을 발사하여 독일군이 점령될 때까지 엄폐하도록 하는 방식이었다.
니벨의 공격(즉, 제2차 엔강 전투)은 주요 전쟁 승리 목표를 달성하지 못했다. 매우 높은 사상자를 대가로, 공세는 독일 예비군을 소진시키고 전술적으로 중요한 일부 지점을 점령했다. 베리 오 바크 근처에서도 프랑스 전차 공격이 시작되었지만, 투입된 슈나이더 CA1 전차의 절반이 격파되었다. 니벨은 1917년 5월 15일 지휘권을 박탈당하고 필리프 페탱 장군으로 교체되었다. 비슷한 전투는 1915년에는 무승부로 간주되었을 것이지만, 1917년에는 베르됭 전투와 솜 전투에서 막대한 손실을 입은 후 병사들의 심리는 취약해졌다. 전략적 실패와 사상자는 며칠 전만 해도 열정적이었던 프랑스 보병의 사기 붕괴를 야기했다. 1917년 4월 초 미국의 전쟁 참전은 프랑스에서 환영받았다.

## 반란
니벨 공세는 전략적 목표를 달성하지 못했고, 4월 25일까지 대부분의 전투가 종료되었다. 5월 3일, 프랑스 제2사단은 공격 명령을 거부했고, 반란은 곧 군 전체로 퍼져나갔다. 대부분의 경우 사건은 독립적이었으며, 더 많은 자유, 가족과의 더 많은 시간, 그리고 병영의 더 나은 조건이라는 특정 요구에 초점을 맞추었다. 5월 16일부터 17일까지, 제127사단 엽기병 대대와 제18사단 연대에서 소란이 있었다. 이틀 후, 제166사단 대대가 시위를 벌였고, 5월 20일에는 제3사단 제128연대와 제18사단 제66연대가 명령을 거부했다. 제17사단에서도 개별적인 불복종 사건이 발생했다. 다음 이틀 동안, 제69사단 두 연대에서 공세 종식을 청원하기 위해 대변인이 선출되었다. 5월 28일까지, 제9사단, 제158사단, 제5사단, 그리고 제1기병사단에서 반란이 일어났다. 5월 말까지 제5, 6, 13, 35, 43, 62, 77, 170사단의 더 많은 부대가 반란을 일으켰고, 5월에 21개 사단에서 반란이 발생했다. 1917년에는 기록적인 27,000명의 프랑스 병사들이 탈영했으며, 공세는 5월 9일에 중단되었다.
제74보병연대와 같이 직접적인 대립이 있었던 연대에서도 병사들은 장교를 해치지 않고 공격을 거부했다. 대부분의 반란자들은 싸움을 거부하지 않았지만, 군 당국이 현대전의 현실에 더 주의를 기울이기를 원했던 베테랑이었다. 병사들은 자신들이 명령받은 공격이 무의미하다고 믿게 되었다. 러시아의 2월 혁명에 대한 뉴스는 프랑스 사회주의 신문에 실리고 있었고, 익명의 평화주의 선전 전단지는 매우 광범위하게 배포되었다. 수아송, 빌레르-코트레, 페르-앙-타르드누아, 쾨브르-에-발세리에서는 병사들이 명령을 거부하거나 전선으로 가지 않겠다고 했다. 6월 1일, 프랑스 보병 연대가 미시-오-부아 마을을 점령했다. 애쉬워스는 반란이 "광범위하고 지속적"이었으며 프랑스군 사단의 절반 이상이 연루되었다고 썼다. 6월 7일, 페탱은 영국 사령관 더글러스 헤이그 경에게 두 프랑스 사단이 최전선의 두 사단을 교대하는 것을 거부했다고 말했다.
1967년, 기 페드롱시니는 프랑스 군사 기록을 조사하여 49개의 보병 사단이 불안정해지고 반란 사건을 겪었다는 것을 발견했다. 49개 사단 중 9개 사단은 반란 행위에 심각한 영향을 받았고, 15개 사단은 심각하게 영향을 받았으며, 25개 사단은 고립되었지만 반복적인 반란 행위의 영향을 받았다. 총 113개 보병 사단 중 43%가 1917년 말까지 영향을 받았다. 사기 위기는 주로 사상자의 대부분을 부담했던 보병에서 발생했다. 최전선에서 멀리 떨어진 중포병과 여전히 기병으로 남아 있던 기병 연대와 같은 병과는 반란의 영향을 받지 않았으며, 탈영병을 체포하고 질서를 회복하기 위한 분견대를 제공했다. 규율 위기에 영향을 받은 것은 12개의 야전 포병 연대에 불과했다.

## 진압
6월 8일부터 군 당국은 신속하고 단호한 조치를 취했다. 대규모 체포에 이어 대규모 재판이 이어졌다. 체포된 자들은 병사들의 묵시적인 동의하에 자신들의 장교와 부사관들에 의해 선별되었다. 3,427건의 conseils de guerre (군사재판)가 있었다. 1967년, 기 페드롱시니의 연구에 따르면 2,878건의 중노동형과 629건의 사형 선고가 있었지만, 이 중 49건만이 실제로 집행되었다. 반란을 진압하는 데 상대적으로 엄격함이 부족했던 것은 일부 프랑스 사단 지휘관들 사이에서 부정적인 반응을 불러일으켰다. 반면에 페탱과 프랑스 대통령 레몽 푸앵카레는 프랑스군의 사기를 회복하고 손실을 악화시킬 수 있는 방식으로 행동하는 것을 피하는 것을 정책으로 삼았다.

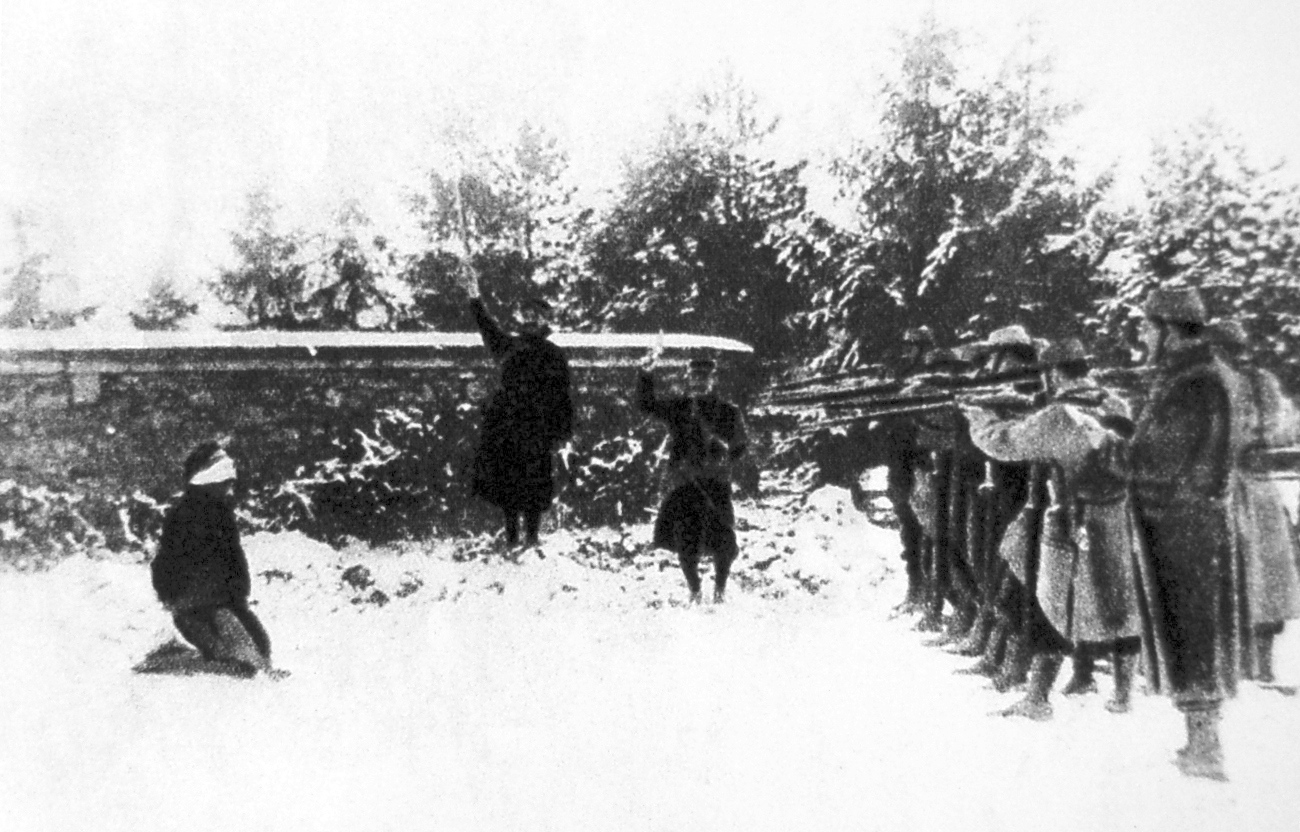
1917년 반란 중 베르됭에서 처형이 집행될 가능성. 사진과 함께 제공된 프랑스어 원문에는 제복이 1914/15년의 것이며, 처형은 전쟁 초기의 스파이에 대한 것일 수 있다고 명시되어 있다.

러시아 혁명과 니콜라이 2세의 퇴위 소식이 프랑스에 전해지자 프랑스 주둔 러시아군 부대에서 일부 시위가 발생했다. 4월 16일 러시아로부터 소비에트를 선출하라는 명령이 도착하자, 프랑스군은 러시아군을 전선에서 철수시켜 프랑스 중부로 이동시켰다. 러시아군은 대규모 메이데이 퍼레이드를 벌인 후 반란을 일으켰다. 제1 러시아 여단은 1917년 9월 라 쿠르틴 진영에서 충성파 러시아군에 의해 포위되어 포격당했으며, 이로 인해 8명이 사망하고 28명이 부상을 입었다. 이 사건은 프랑스군이 프랑스 부대를 포격했다는 광범위한 거짓 소문의 근거가 되었다. 러시아군 병사들(약 10,000명)은 해산되어 노동 대대로 전환되었고, 주동자들은 북아프리카로 송환되어 징역형을 살았다.
군사 재판이라는 억제책과 더불어 페탱은 더 정기적이고 긴 휴가를 제공했으며 "전선에 전차와 미국군이 도착할 때까지" 대규모 공세를 중단할 것을 약속했다. 그들은 보병 공세가 기관총과 포병의 화력을 결코 극복할 수 없을 것이라고 두려워했다. 페탱은 휴식 기간, 최전선 부대의 빈번한 교대, 그리고 정기적인 고향 휴가 등의 조합으로 사기를 회복시켰다.

## 여파

### 분석
집단 불복종의 가장 지속적인 사건들은 비교적 소수의 프랑스 사단에 관련되었고, 반란은 완전한 군사적 붕괴를 위협하지는 않았다. 프랑스군의 절반 이상에서 사기가 저하되었기 때문에 프랑스군이 완전히 회복하는 데는 1918년 초까지 걸렸다. 반란으로 인해 프랑스 최고 사령부는 또 다른 공세를 시작하는 것을 꺼리게 되었다. 1917년 후반 페탱의 전략은 미국 원정군의 배치와 새롭고 매우 효과적인 르노 FT-17 전차의 도입을 기다리는 것이었다. J'attends les chars et les Américains("나는 전차와 미국군을 기다리고 있다.") 그는 조르주 클레망소의 지지를 받았는데, 클레망소는 1917년 6월 우드로 윌슨 대통령에게 프랑스가 "미국군을 기다리며 더 이상의 손실을 입지 않을 것"이라고 말했다. "나는 페탱을 좋아한다... 그가 공격하지 않기 때문이다." 마틴 에반스는 "프랑스군은 가만히 앉아 미국군을 기다릴 것"이라고 썼다. 크리스토퍼 앤드류와 칸야-포스터는 1981년에 "페탱의 전술과 단호함이 능숙하게 결합되어 군 규율이 회복된 후에도 프랑스군은 방어적으로만 남아 미국군을 기다릴 수밖에 없었다"고 썼다.
1917년 봄 미국군이 프랑스에 도착했을 때, 그들은 경험이 없었고 미군 장군들은 군사 지역에 대한 책임을 수락하지 말라는 명령을 받았다. 미군 장군들은 영국군을 "배우라"는 명령을 받았다. 이는 1917년 여름과 가을 동안 영국군이 프랑스군이 비운 지역을 인계받고 미국군을 가르쳐야 한다는 것을 의미했다. 영국군은 제3차 이프르 전투를 개시하여 프랑스군의 사기를 되살리려 노력했으며, 다양한 성공을 거두었지만, 관련하여 남쪽 프랑스군에 대한 압력을 완화했다. 미국군이 전쟁 준비를 마친 1918년 초에 이르러서야 프랑스군의 사기가 향상되었다. 연합군은 독일 춘계 공세를 견뎌냈고, 백일 공세에서 독일군을 완벽하게 격퇴했으며, 영국 해군의 독일 봉쇄는 성과를 거두었다. 식량 부족으로 독일은 국내 전선에서 붕괴되었다. 독일 지도부는 군대와 전선이 빠르게 밀려나면서 평화를 요구할 수밖에 없었다.

### 역사
프랑스 정부는 독일군에게 경각심을 주거나 국내 전선의 사기를 해치지 않기 위해 반란 소식을 억압했다. 반란의 범위와 강도는 1967년 기 페드롱시니의 《1917년의 반란(Les Mutineries de 1917)》에서 처음 공개되었다. 그의 프로젝트는 사건 발생 50년 후 대부분의 군사 기록이 공개되면서 가능했는데, 이는 프랑스 전쟁부 절차에 따른 지연이었다. 21세기에도 반란에 대한 미공개 기록이 남아 있었는데, 주로 정치적인 성격의 문서들이 포함되어 있을 것으로 추정되었다. 이 기록들은 반란 발생 100년 후인 2017년에야 연구자들에게 공개될 예정이었다.
레너드 스미스는 반란이 노동 파업과 유사하며, 적어도 부분적으로는 정치적 성격을 띤다고 주장했다. 병사들은 더 많은 휴가와 더 나은 음식을 요구했고, 국내 전선에 식민지 노동자를 사용하는 것에 반대했다. 그들은 또한 가족의 복지에 대해 깊이 우려했다. 스미스에 따르면, 비교적 약한 진압은 페탱의 유화 정책의 일부였다. 동시에, 이 정책은 프랑스 최고 사령부인 그랑 카르티에 제네랄이 행사하는 절대 권위의 모습을 보존했다. 스미스는 반란을 더 넓은 이데올로기적 맥락에 놓고, 프랑스 병사들과 반란자들이 공화주의 이데올로기의 주요 원칙을 어느 정도 수용했는지를 보여주었다.

## 같이 보기
- 에타플 반란 (1917년 9월)
- 영광의 길 (1957년 영화)

## 참고 자료
- Andrew, Christopher M.; Kanya-Forstner, Alexander Sydney (1981). 《The Climax of French Imperial Expansion, 1914–1924》. Stanford, CA: Stanford University Press. ISBN 978-0-8047-1101-2.
- Ashworth, Tony (2000). 《Trench Warfare, 1914–18: The Live and Let Live System》. Grand Strategy. London: Pan. ISBN 978-0-330-48068-0.
- Blake, Robert, 편집. (1952). 《The Private Papers of Douglas Haig, 1914–1918》. London: Eyre & Spottiswoode. OCLC 1019214627.
- Buffetaut, Yves (2000). 《Votre ancêtre dans la Grande Guerre》 [Your Forefather in the First World War] (프랑스어). Louviers: Ysec Editions. ISBN 2-9513423-2-2.
- Evans, Martin (2014). 《France 1815–2003: Modern History For Modern Languages》. London: Routledge. ISBN 978-1-4441-1903-9.
- French, David (1991). 《Watching the Allies: British Intelligence and the French Mutinies of 1917》. 《Intelligence & National Security》 VI. ISSN 0268-4527.
- Gilbert, Bentley B.; Bernard, Paul P. (1959). 《The French Army Mutinies of 1917》. 《The Historian》 XXII (London: Taylor & Francis). ISSN 0018-2370.
- Gilbert, Martin (1995). 《First World War》 pbk.판. London: HarperCollins. ISBN 978-0-00-637666-8.
- Greenhalgh, Elizabeth (2014). 《The French Army and the First World War》. Cambridge: Cambridge University Press. ISBN 978-1-107-60568-8.
- Keegan, John (1998). 《The First World War》. London: Hutchinson. ISBN 978-0-09-180178-6.
- Meyer, G. J. (2007). 《A World Undone: The Story of the Great War, 1914 to 1918》 Delta trade pbk.판. New York: Bantam Dell. ISBN 978-0-553-38240-2.
- Millman, Brock (2014). 《Pessimism and British War Policy, 1916–1918》. London: Routledge. ISBN 978-1-135-26950-0.
- Mondet, Arlette Estienne (2011). 《Le général J. B. E. Estienne - père des chars: Des chenilles et des ailes》 [General J. B.E. Estienne - Father of tanks, Caterpillars and Wings]. Editions L'Harmattan. ISBN 978-2-296-44757-8.
- Neiberg, Michael S. (2003). 《Foch: Supreme Allied Commander in the Great War》. Washington DC: Brassey's. ISBN 978-1-57488-551-4.
- Pedroncini, Guy (1983). 《Les mutineries de 1917》 [The Mutinies of 1917] (프랑스어) 2판. Paris: Publications de la Sorbonne, Presse Universitaires de France. ISBN 2-13-038092-1.
- Poitevin, Pierre (1938). 《La mutinerie de La Courtine: les régiments russes révoltés en 1917 au centre de la France》 [The Mutiny of La Courtine: The Rebellion of the Russian Regiments in 1917 in Central France]. Collection de mémoires, études et documents pour servir à l'histoire de la guerre mondiale (프랑스어). Paris: Editions Payot. OCLC 715735154.
- Simkins, Peter; Jukes, Geoffrey; Hickey, Michael (1983). 《The First World War: The War To End All Wars》. Oxford: Osprey. ISBN 1-84176-738-7.
- Smith, Leonard V. (1995). 《War and 'Politics': The French Army Mutinies of 1917》. 《War in History》 II (New York: Sage). ISSN 0968-3445.
- Stovall, Tyler (2015). 《Transnational France: The Modern History of a Universal Nation》. Boulder, CO: Westview Press. ISBN 978-0-8133-4812-4.
- Strachan, H. (2003). 《The First World War: To Arms》 I pbk. repr.판. New York: Oxford University Press. ISBN 978-0-19-926191-8.
- Terraine, J. (1977). 《The Road to Passchendaele: The Flanders Offensive 1917, A Study in Inevitability》. London: Leo Cooper. ISBN 978-0-436-51732-7.
- Wynne, G. C. (1976) [1939]. 《If Germany Attacks: The Battle in Depth in the West》 facs. repr. Greenwood Press, Weport, CT.판. Cambridge: Clarendon Press. ISBN 978-0-8371-5029-1.

## 더 읽어보기
- Falls, C. (1992) [1940]. 《Military Operations France and Belgium 1917: The German Retreat to the Hindenburg Line and the Battles of Arras》. History of the Great War Based on Official Documents by Direction of the Historical Section of the Committee of Imperial Defence I Imperial War Museum a Battery Press판. London: HMSO. ISBN 978-0-89839-180-0.
- Greenhalgh, Elizabeth (2005). 《Victory through Coalition, Britain and France during the First World War》. Sydney: University of New South Wales. ISBN 978-0-521-85384-2.
- Horne, Alistair (1978) [1964]. 《The Price of Glory》 pbk. abbr.판. London: Penguin Books. ISBN 978-0-14-002215-5.
- Rolland, Denis (2005). 《La grève des tranchées》 [The Strike in the Trenches] (프랑스어). Paris: Imago. ISBN 978-2-84952-020-8.
- Smith, Leonard V. (1994). 《Between Mutiny and Obedience: The Case of the French Fifth Infantry Division During World War I》. Princeton: Princeton University Press. ISBN 978-0-691-03304-4.
- Watt, Richard M. (2001) [1969]. 《Dare Call it Treason: the True Story of the French Army Mutinies of 1917》 repr.판. New York: Dorset Press. ISBN 978-0-7607-2240-4.
- Williams, John (1962). 《Mutiny 1917》. London: Heinemann. OCLC 640998048.